# Lotsee
Lotsee – miasto w Stanach Zjednoczonych, w stanie Oklahoma, w hrabstwie Tulsa.